# قلعة كوه (كاهشنغ)
قلعة كوه (بالإنجليزية: Qaleh Kuh)‏ هي مستوطنة تقع في إيران في قسم كاهشنغ الريفي. يقدر عدد سكانها بـ 24 نسمة .